# Catedral basílica metropolitana Santiago Apóstol (Tunja)
La catedral basílica metropolitana de Tunja, oficialmente catedral basílica metropolitana Santiago Apóstol de Tunja, es la iglesia catedralicia de culto católico más antigua de Colombia, la cual está consagrada bajo la advocación del apóstol Santiago el Mayor. El edificio se encuentra ubicado en el costado oriental de la plaza de Bolívar de Tunja, en el centro histórico de la ciudad de Tunja (capital del departamento de Boyacá). La catedral es el principal templo de la arquidiócesis de Tunja y sede arzobispal, desde su elevación a diócesis por la bula de León XIII llamada Infinitus amor y publicada el 29 de julio de 1880.
Su construcción fue contratada por Juan de Castellanos y Gonzalo Suárez Rendón al maestro Pedro Gutiérrez, quien comenzó trabajos en 1567. Su estilo puede ubicarse dentro del gótico isabelino, aunque algunas remodelaciones posteriores han adicionado elementos neoclasicistas a la construcción; cuenta con una sola torre y su interior está conformado por tres naves con capillas laterales. Se destaca la portada de estilo renacentista diseñada por Bartolomé Carrión en 1598. El sector histórico de Tunja (incluyendo la catedral) fue declarado monumento nacional de Colombia por la Ley 163 del 30 de diciembre de 1959.

## Historia
Una iglesia muy sencilla, de materiales modestos y cubierta con techo de paja fue construida en la Plaza Mayor a la fundación de la ciudad, para que el sacerdote agustino fray Vicente de Requejada oficiara la primera misa en 1539; el templo recibió el nombre y consagración de Nuestra Señora de Guadalupe y fue construido por el carpintero Gregorio López, terminando la obra el día de Navidad de 1541, tan solo nueve meses después de que el rey Carlos V le otorgara a Tunja el título de «Ciudad muy noble y muy leal». A pesar de que esta construcción se incendió en 1553, la edificación se restauró y se continuó utilizando precariamente. Aparte de los altares y el coro, el primer templo contó con una capilla dedicada a Nuestra Señora de Guadalupe.

### Construcción

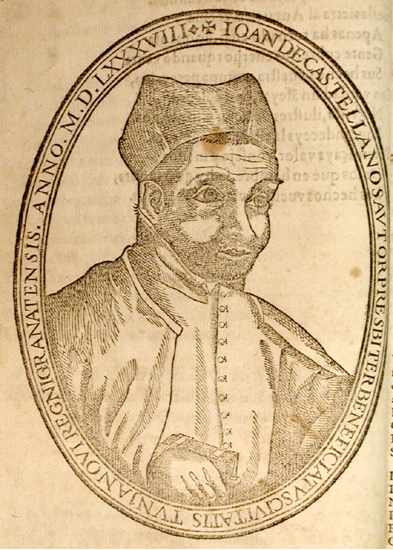
Juan de Castellanos.

La construcción del actual templo fue contratada por el sacerdote y cronista Juan de Castellanos y el fundador de la ciudad Gonzalo Suárez Rendón en 1562, pero solo en 1565 comenzaron los trabajos que se extendieron inicialmente hasta el 29 de junio de 1574, fecha en la que se inaugura el nuevo Templo Mayor. Para la construcción estarían a cargo Bartolomé de Sosa para el levantamiento de los muros y Francisco Abril, quien firmó un contrato el 28 de octubre de 1567 para el trazado, corte y montaje del artesonado. Sin embargo, Abril falleció en 1572 y la conclusión de las obras fue adjudicada a Bartolomé Moya, quien fue favorecido por un remate a su favor por un costo de dos mil pesos oro el 10 de agosto de 1572. Para la obra se basaron en los diseños originales realizados por Pedro Gutiérrez, quien proyectó una sola nave rectangular que coincide con la actual nave principal.
En 1569 se anexa la capilla de los Mancipe en la nave del evangelio (que también recibe el nombre de Veracruz o del Carmen), la cual se compone de casetones octogonales y espacios romboidales decorados con florones,  y de artesonado mudéjar que adorna los techos y los arcos. La capilla fue construida por el alcalde de la ciudad Pedro Ruiz García y terminada por su hijo, el capitán Antonio Ruiz Mancipe. Esa misma época, por solicitud de Juan de Castellanos, también se construye la capilla de Santiago en la nave de la epístola, determinando su carácter de basílica, puesto que la nave central sobresale verticalmente de las dos laterales. El tríptico renacentista de San Laureano y de San Sebastián, así como el conjunto del artesonado con reminiscencias mudéjares, elaborado por Francisco Abril y Bartolomé Moya, también provienen de esta época. La edificación se comienza a utilizar el 29 de junio de 1574.

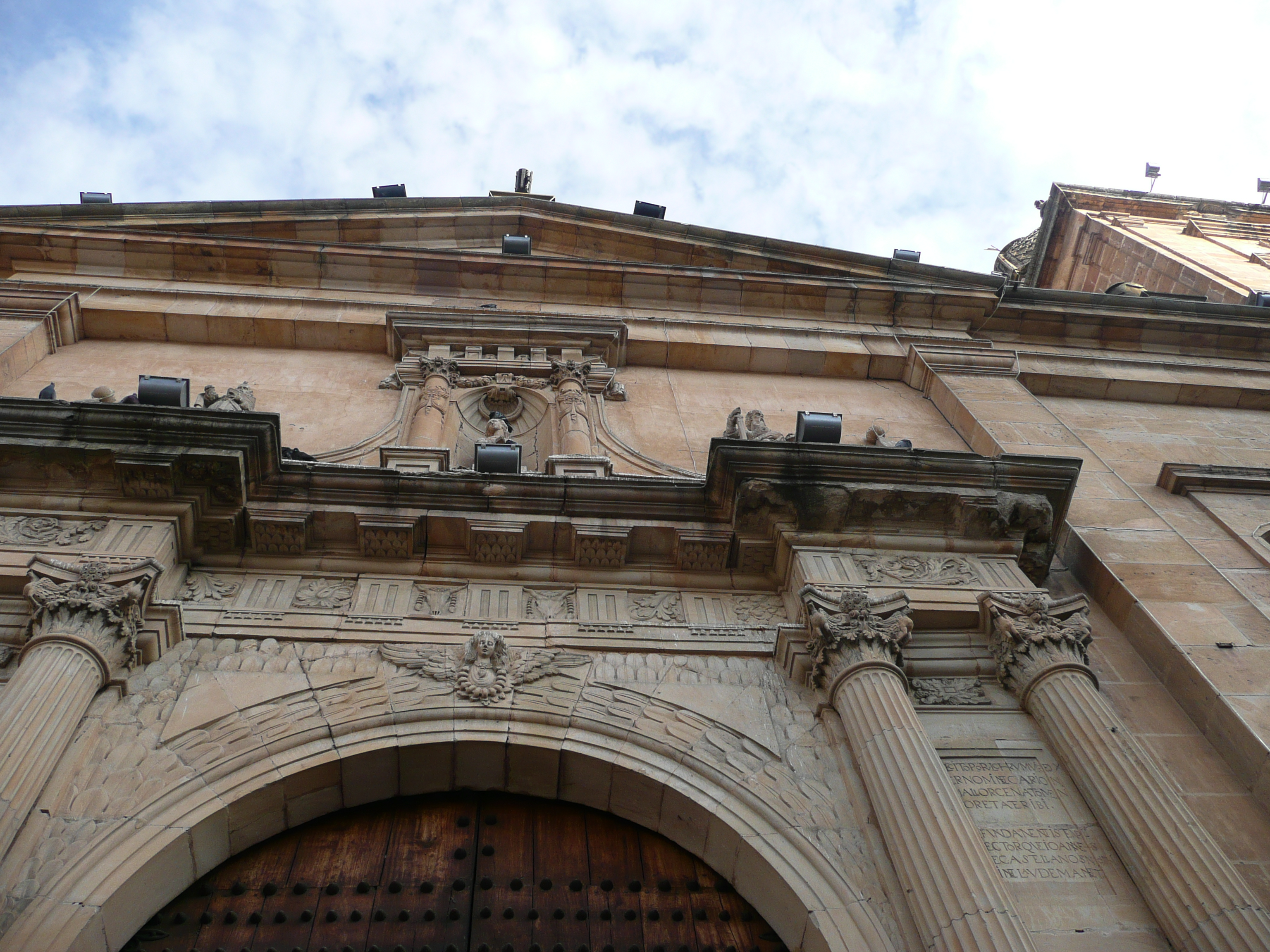
Detalle de la portada.

Entre 1598 y 1600 se construye la portada de estilo renacentista diseñada por Bartolomé Carrión, de la cual el académico español Enrique Marco Dorta afirmó que se trataba de "la más bella obra que la arquitectura del Renacimiento había producido en Colombia". Contemporáneo a ello, se registra el ensanchamiento del sector oriental de la construcción y la instalación del piso en tablón de ladrillo. El 27 de noviembre de 1607, muere en Tunja el sacerdote y cronista español Juan de Castellanos como primer regente de la Catedral y finalizador de la obra, sus restos reposan en la catedral al igual que los del fundador de la ciudad.
Durante el siglo XVII se anexan nuevas capillas al conjunto, destacándose la capilla de la Hermandad del Clero o de la Niña construida por Cristóbal de Morales Piedrahíta y decorada con pinturas y un retablo, que actualmente es la más grande de la catedral. Entre los años de 1660 y 1665 se anexa la capilla de Domínguez Camargo, encargada por el poeta santafereño Hernando Domínguez Camargo. La sacristía, el coro alto y el baptisterio también fueron elaborados durante dicho siglo, complementando el conjunto. La torre del campanario y el ofertorio serían los últimos elementos en completar la construcción.

### Independencia
El territorio de Boyacá, que apoyó en forma importante la independencia de Colombia, sufrió los rigores de la reconquista española cuando en sus principales poblaciones fueron fusilados muchos de los héroes de la revolución. Tunja fue escenario del fusilamiento de los próceres gobernadores Juan Nepomuceno Niño, José Cayetano Vásquez y el teniente coronel José Ramón Lineros por orden del pacificador Pablo Morillo el 29 de noviembre de 1816, y el 20 de septiembre del mismo año Alberto Montero, José Manuel Otero e Ignacio Plaza correrían con la misma suerte; sus cuerpos fueron abandonados primero en la iglesia de San Laureano y posteriormente fueron trasladados a la catedral.

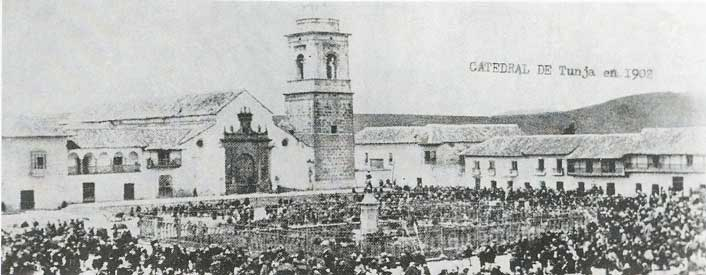
Catedral de Tunja en 1902.

El gobierno colombiano solicita a la Santa Sede en 1851 la creación de una diócesis en Boyacá para restarle prestigio a la arquidiócesis de Bogotá, la cual se oponía a las leyes del gobierno contra la Iglesia, pero solo hasta el 29 de julio de 1880 esta solicitud es concedida por el papa León XIII, a través de la publicación de la bula Infinitus amor. Dicha diócesis incluía las Provincias de Tunja, Tundama, Vélez, Socorro y Casanare.

### Restauraciones
A finales del siglo XIX e inicios del siglo XX, se emprende una restauración a cargo de Ricardo Acevedo Bernal en donde se incluyen nuevos elementos de estilo republicano neoclasicista, como la cúpula, proyectada según acta capitular del 27 de abril de 1898 y terminada hacia 1910; en esta intervención se eleva la nave central mejorando el volumen basilical, se remodela la torre, se amplía el atrio, se instala la luz eléctrica y se recuperan algunos elementos originales del templo como el artesonado mudéjar.
Un temblor el 1 de noviembre de 1928 ocasiona averías en la cúpula y en sus soportes, las cuales fueron reparadas por el arquitecto holandés Antonio Stoute en obras civiles que se extendieron desde el 30 de junio de 1929 hasta el 19 de marzo de 1931. El 20 de junio de 1964 la Diócesis de Tunja es elevada a arquidiócesis y el 4 de septiembre de 1980 la catedral recibe el título de Basílica menor. Hacia 1965 el arquitecto Carlos Arbeláez Camacho realiza una adecuación del presbiterio y propone la recuperación del diseño original de la Catedral. Sin embargo, la nueva restauración solo se contrató hasta principios de la década de 1980, financiada por diversas entidades públicas y ONGs de la jurisdicción. Las obras, que durarían 25 meses, concluyeron el 24 de octubre de 1986, fecha en la que el arzobispo, Monseñor Augusto Trujillo Arango, realizó la consagración total de la catedral remodelada, la cruz original de la parte exterior de la catedral fue derribada por el sismo del 19 de enero de 1995 y remplazada en forma diferente al de la estructura original en 1997, la cual también fue derribada por un sismo ocurrido el 20 de agosto de 2012 y restaurada meses después.

## Contexto urbano

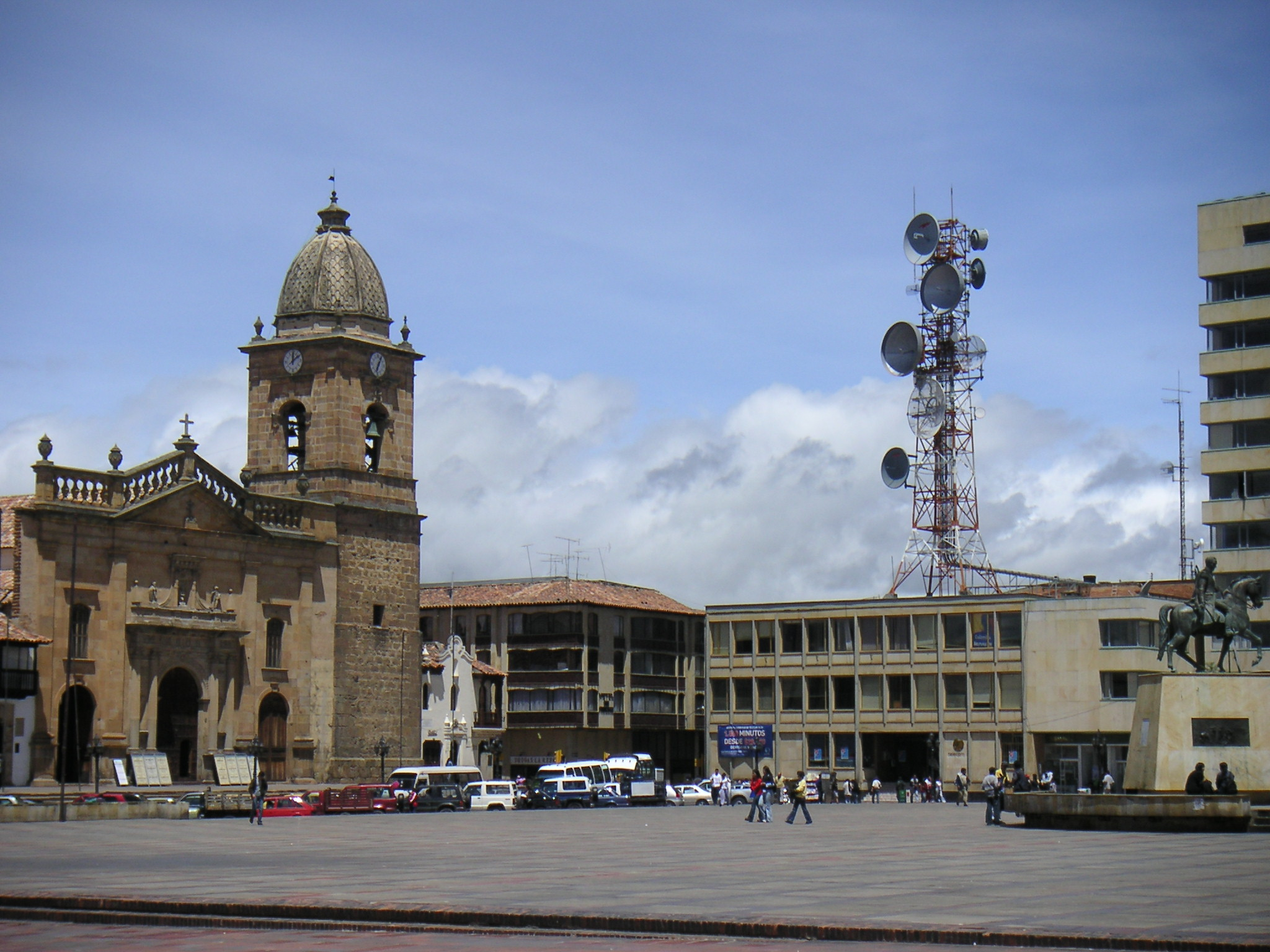
Esquina suroriental Plaza de Bolívar Tunja, se observan la catedral y edificio lotería de Boyacá.

La catedral se encuentra en el costado oriental de la Plaza de Bolívar de Tunja, ubicada entre las calles 19 y 20 y las carreras 9 y 10, en pleno centro histórico de la ciudad. Dicha plaza está cargada de simbolismos históricos y culturales, epicentro de los principales actos religiosos y civiles de la ciudad. Antes llamada Plaza Suárez Rendón, en honor al fundador de la ciudad quien habitó en la casa contigua a la catedral, fue renombrada en memoria del libertador Simón Bolívar, y en cuyo centro se localiza la estatua ecuestre del libertador en bronce, la cual fue inaugurada el 7 de agosto de 1891, aunque la escultura realmente data de 1883, pues originalmente fue hecha para un parque de Bogotá, que tiempo después fue donada al Estado Soberano de Boyacá. Aparte de la estatua de Bolívar y de su pedestal, la plaza es un espacio peatonal sin otros elementos en ella, al estilo de la Plaza de Bolívar de Bogotá. Está ubica en la parroquia de Santiago, territorio eclesiástico de la arquidiócesis de Tunja siendo su iglesia matriz.
Alrededor de la plaza de Bolívar se destacan, fuera de la catedral, varias edificaciones. Al costado sur se encuentra el edificio de la lotería de Boyacá, el despacho de la alcaldía municipal y el convento de la Compañía de Jesús (sede del Colegio de Boyacá), al norte está la casa del capitán Gómez de Cifuentes, conocida como el Palacio de la Torre (edificio actual de la Gobernación de Boyacá), al occidente la casa del capitán Martín de Rojas, actual sede del Instituto Cultural de Bellas Artes (ICBA) y al oriente, compartiendo el costado de la catedral se encuentra la casa del fundador Gonzalo Suárez Rendón (actualmente es un museo y sede de la Secretaría de Cultura y Turismo de Tunja y la Academia Boyacense de Historia).
Las edificaciones contiguas a la catedral son: la Casa Cural al costado izquierdo de la fachada y la Casa Capitular al costado derecho, las cuales cuentan con un atrio de siete escalones en su frontis a una altura un poco mayor que la de la casa del fundador. La Casa Cural, también conocida con el nombre de «La Ataranza» (término que significa "cobertizo a dos aguas destinado a depósito o taller") fue construida en 1567 con el propósito inicial de almacenar los materiales para la construcción de la catedral y posteriormente como dependencia administrativa, cuenta con dos pisos, el superior tiene columnas de fuerte estriado de orden dórico-toscano soportando arcos de medio punto y un gran balcón de dos cuerpos entre la galería y la iglesia mayor, y en el piso bajo destaca una portada de piedra cuyo dintel y entablamento están apoyados en ménsulas estriadas. Complementan el marco de la plaza otras construcciones interesantes de estilo colonial, como las casas del capitán Francisco Yáñez y la de don Juan Agustín Niño y Álvarez.

## Descripción
La iglesia se caracteriza por tener una planta basilical compuesta por tres naves principales sin transepto denominadas nave central, nave evangelio (norte) y nave epístola (sur), a las cuales se le han anexado cuatro capillas laterales menores denominadas Domínguez Camargo y Mancipe (al norte), y Hermandad del Clero y de Santiago (al sur), y dos capillas frontales que coinciden con las naves evangelio y epístola.

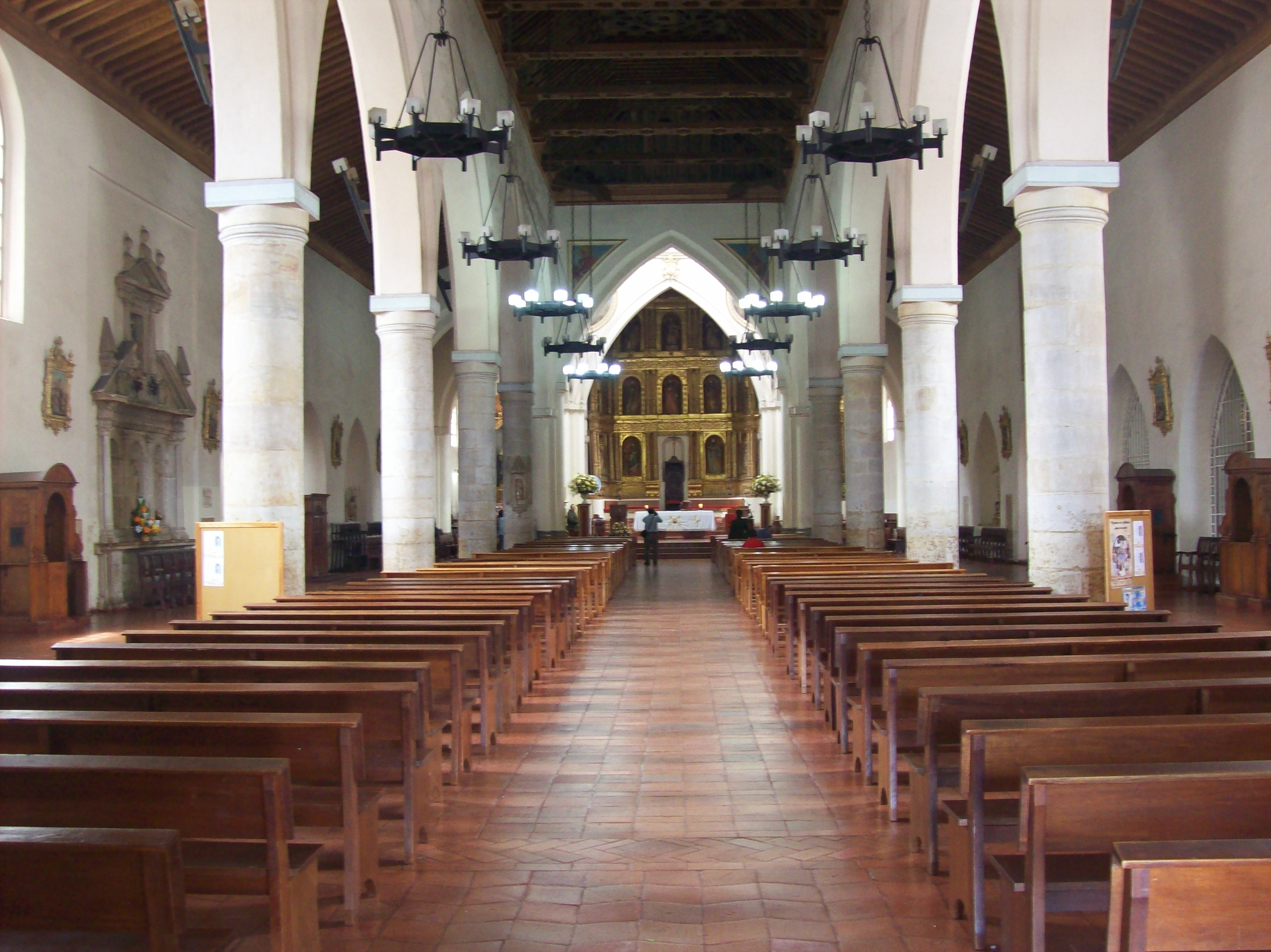
Vista interior de la Catedral.

Las tres naves tienen la misma altura y están separadas por dos líneas de siete columnas cilíndricas sostenidas en grandes plintos (dos de ellos circulares) y unidas por arcos apuntados que definen la nave central y laterales, describiendo un crucero que se forma a partir del antiguo presbítero al prolongar los brazos a través de sus capillas menores, en el cual se levanta un arco toral de medio punto que sostiene a la cúpula florentina. En las tres naves el techo presenta un vistoso artesonado mudéjar, mientras que el piso está recubierto con ladrillos tablón de fabricación industrial romboidal en las naves laterales y rectangular en la nave central.
El retablo del altar mayor está compuesto por tres cuerpos y cinco calles de madera tallada y dorada, y en su techo presenta alfarjes en las cuatro jaldetas y cuadrales en sus esquinas; los cuerpos del retablo están separados por frisos barrocos y las calles por columnas corintias, con ornamentación manierista en el primer tercio inferior y estrías en el resto del fuste, enmarcando un conjunto de catorce nichos con base en yeso en donde se encuentran las esculturas policromadas de la Santísima Trinidad, la Virgen Inmaculada y los doce apóstoles, obras del maestro Agustín Chinchilla del siglo XVII. El expositorio fue tallado en madera y oro durante el siglo XVIII por Pedro Caballero, diseñado para albergar la custodia elaborada por el orfebre español Juan de la Iglesia en 1735, la cual mide 1,10 m y pesa 14 libras de oro macizo de 22 quilates, adornada con más de 1000 piedras preciosas, en las que se incluyen perlas, esmeraldas y amatistas.  El expositorio fue retirado del presbítero e instalado en la sacristía en la última restauración de la iglesia para permitir una visualización completa del retablo mayor.
Al costado norte de la edificación se destaca por su valor artístico el altar de los Estrada, en donde reposa la tumba del ciudadano Francisco Estrada, construido en 1593 en una de las antiguas entradas laterales del templo. También se destaca en una columna del lado del Evangelio el tríptico de San Laureano y de San Sebastián con la cruz de la conquista con la cual se celebró la primera misa de la ciudad, los cuales se encuentran en un retablo donado en 1550 por Lázaro López de Salazar.
La cúpula presenta una pintura mural de la Gloria y el Cristo Triunfante, realizadas por Ricardo Acevedo Bernal, así como las pechinas de los arcos, que representan a los cuatro evangelistas. El tambor cilíndrico o cimborrio de la cúpula contiene ocho ventanas con arco de medio punto, dos de ellas cerradas y las seis restantes son enrejadas. Entre las pechinas de la cúpula se destacan cuatro escudos de armas dorados: el escudo de Colombia, el escudo de Tunja, el escudo papal de Pío X y un escudo eclesiástico que parece pertenecer a un obispo. En otros lugares de la catedral también se encuentran obras de Gregorio Vásquez de Arce y Ceballos, Juan Bautista Vásquez, Angelino Medoro y Francisco del Pozo.

### Capillas

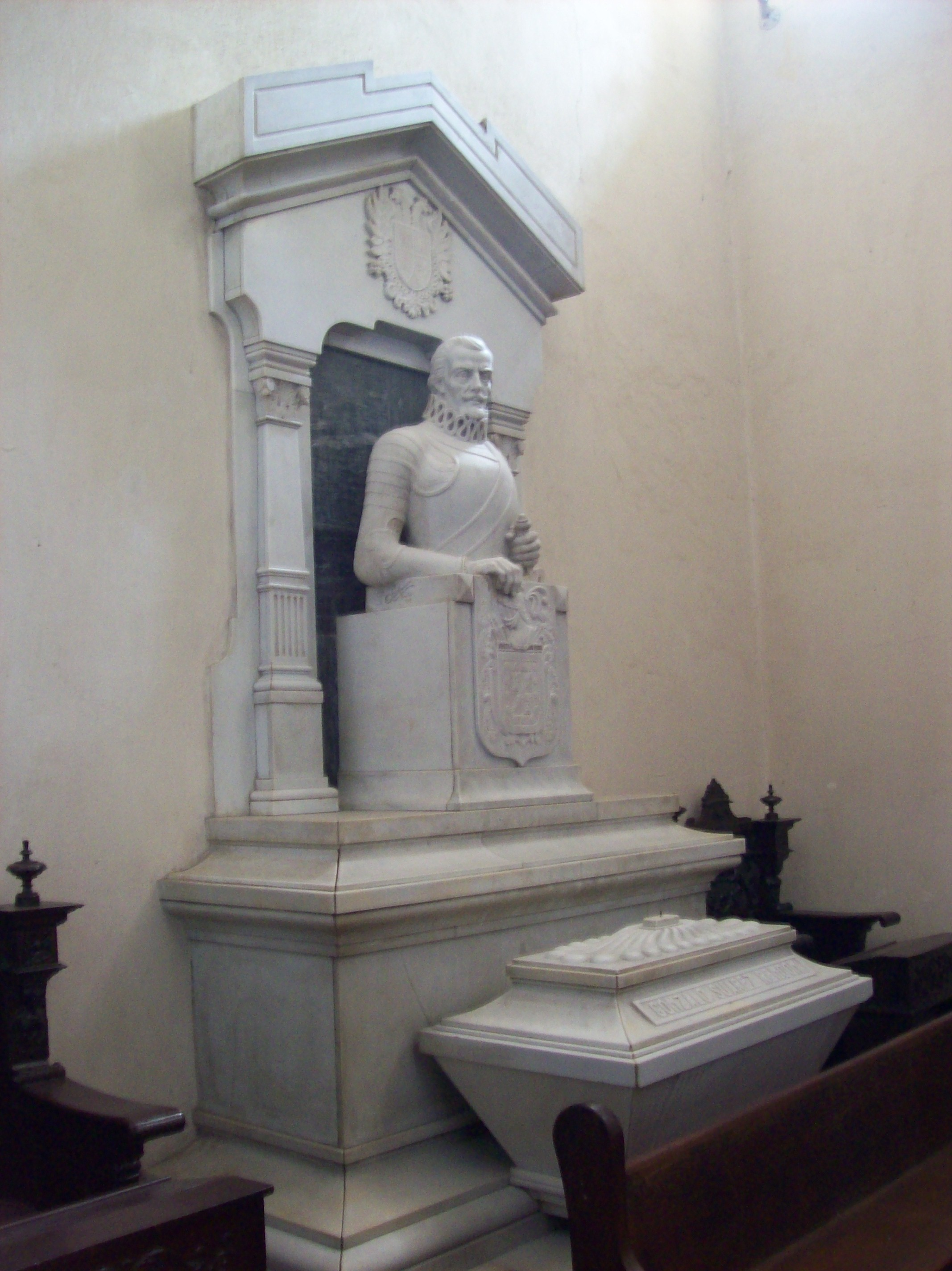
Tumba del fundador de la ciudad en la capilla Domínguez Camargo.

En las capillas menores se pueden observar diferentes estilos arquitectónicos, aunque se encuentran en forma predominante el barroco y el mudéjar. En la capilla de Domínguez Camargo, construida por el sacerdote y poeta Hernando Domínguez Camargo de acuerdo a lo dispuesto en su testamento de 1659, se destaca el testero con arco toral de sillares forjado al gusto manierista, tallado en madera policromada desplegando los tallos de una carnosa vid con numerosos racimos y abundantes hojas, obra de escuela tunjana del siglo XVII. En esta capilla se encuentra la tumba del fundador de la ciudad, el capitán Gonzalo Suárez Rendón, decorada con un mausoleo y un túmulo de mármol elaborados por el escultor italiano Olinto Marcucci en 1939. En el mismo lugar en el cual se colocó el monumento, hubo un acceso al templo desde la Atarazana que fue clausurado, destinado al servicio del propio fundador Suárez Rendón.

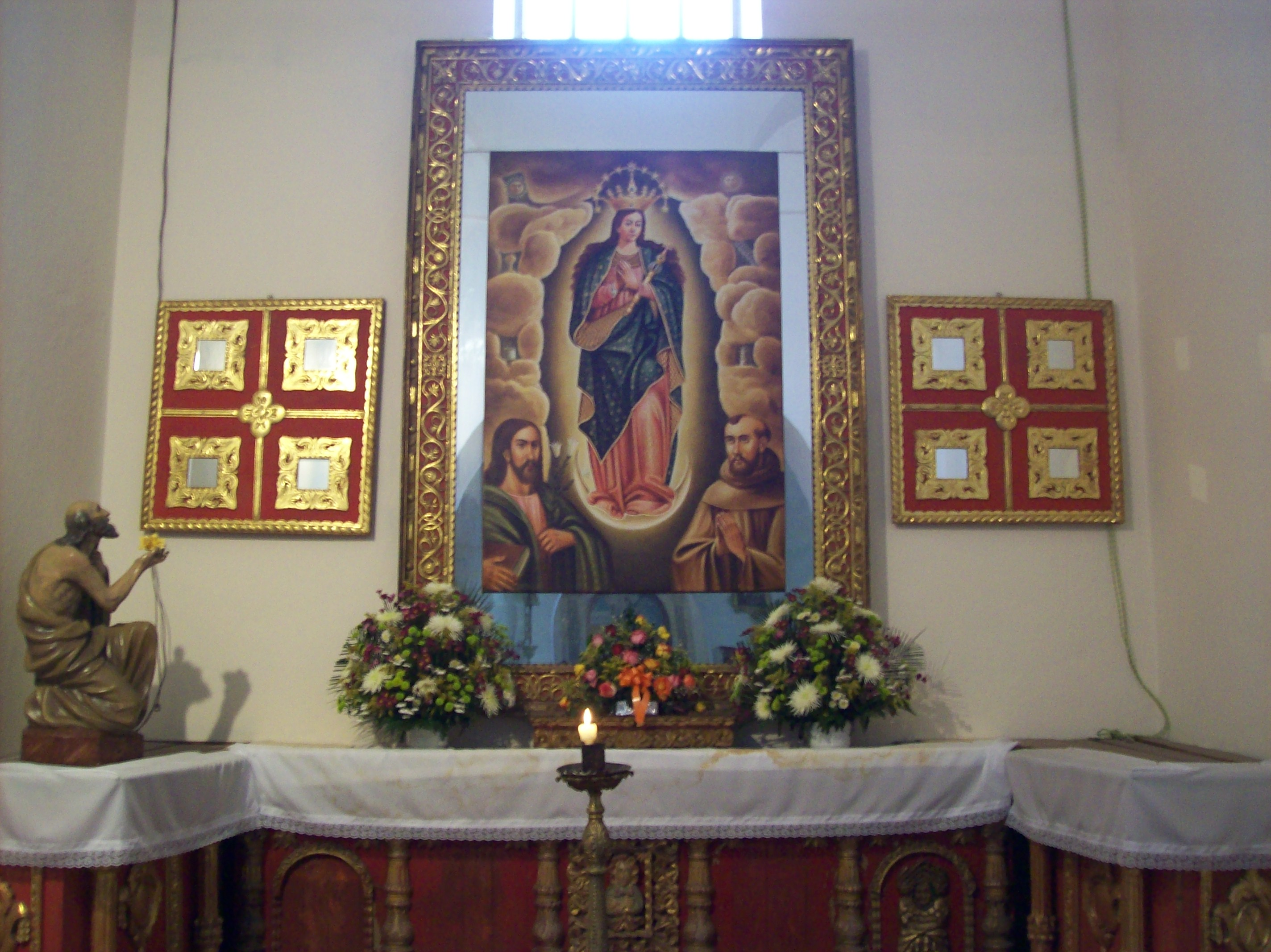
Capilla de Santiago.

La capilla de la Hermandad del Clero también es conocida como la capilla de la Niña María, fue construida por Cristóbal de Morales Piedrahíta en 1620 y actualmente es la más espaciosa de la catedral. En ella se destaca el retablo mayor, instalado en 1640, conformado por cinco calles y tres cuerpos en los cuales se representan en bajorrelieve la Virgen María, la presentación en el Templo, los desposorios y la Inmaculada Concepción. En los muros laterales hay otros dos retablos menores dedicados a obras pictóricas sobre la vida de San Pedro; la capilla se complementa con dos criptas abovedadas en ladrillo y una pequeña sacristía particular. Compartiendo la nave de la epístola se encuentra la pequeña capilla de Santiago, elaborada en el siglo XVI.
La capilla de los Mancipe data de 1598 y fue decorada por el escultor italiano Angelino Medoro con un artesonado renacentista inspirado en el modelo propuesto por Sebastiano Serlio, basado en carpintería y herrajes enriquecidos con dorado y pinturas. En esta capilla se encuentra un Calvario renacentista tallado en madera policromada y esgrafiada con una combinación de oro y pinturas con figuras de ángeles arabescos y flores, el cual fue elaborado por Juan Bautista Vásquez en 1583 por encargo  de Gil Vásquez. En la capilla se destacan dos lienzos de Angelino Medoro: la Oración en el Huerto y el Descendimiento de la Cruz, ambos pintados en 1598 y un Retablo del Calvario, obra de Juan Bautista Vásquez, así como las estatuas traídas desde España que representan a la Dolorosa, San Juan, la Magdalena y San Pedro Mártir de Verona de este mismo artista. En la actualidad, esta capilla alberga el museo de la catedral.

### Exteriores
En la parte exterior de la catedral se destaca la portada renacentista diseñada por Bartolomé Carrión, a quien se le otorgaron las obras por un costo de mil trescientos pesos de oro de veinte quilates, para lo cual se presentó como fiador Juan de Castellanos. La portada contiene elementos decorativos platerescos y gótico isabelinos; La puerta presenta un arco de medio punto encuadrado con cuatro columnas de fuste estriado (dos a cada lado), cuyos capiteles son de estilo corintio y está decorado con figuras de aves estilizadas en vez de canículos. En el friso del entablamento se alternan triglifos y metopas con bucráneos. La cornisa está coronada por una figura en piedra de la Virgen arrodillada en actitud de oración, la cual se encuentra en una hornacina enmarcada por dos columnas de capitel corinto y cornisas con ménsulas voladizas, y a ambos lados las esculturas en piedra de San Pedro y San Pablo y unas pirámides con esferas en su extremo superior.

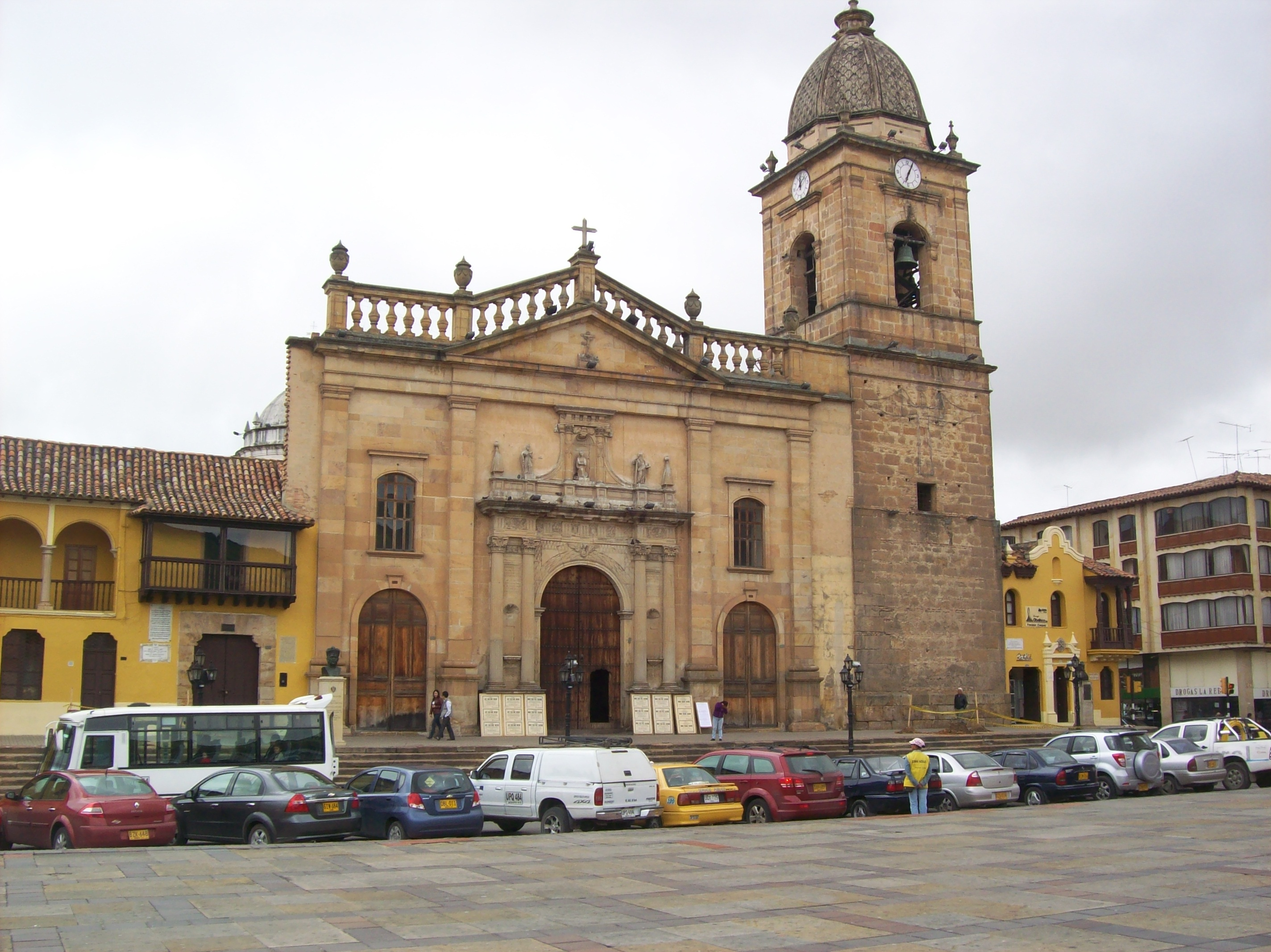
Vista exterior de la catedral.

La portada presenta un tono de piedra ámbar que antiguamente contrastaba con el resto de la fachada blanca, pero a finales del siglo XIX el frontis principal fue parcialmente enchapado en piedra o pintado de este color, dejando oculto este elemento en medio del resto de la fachada. La fachada es rectangular y está conformada por tres cuerpos verticales divididos por cuatro pilastras; en el cuerpo central se encuentra la portada y en los laterales hay dos puertas pequeñas en arco de medio punto y dos ventanas rectangulares. En la parte superior de la fachada se remata por un tímpano central delimitado en el frontón con una imagen del Crucificado, cornisas y una balaustrada corrida por encima.
No se conoce con precisión la fecha de construcción de la torre del campanario, pero su levantamiento se estima posterior a 1610 por solicitud de Juan de Borja y Armendia, séptimo Presidente de la Real Audiencia de Santa Fe de Bogotá. No obstante, la reforma realizada en 1891 por el ingeniero Ramón Peña cambió considerablemente su aspecto de torre mudéjar con cubierta de teja de barro al estilo alminar. La torre, unida al lado sur de la fachada de la iglesia por un tabicón, cuenta con dos cuerpos, el cuerpo inferior tiene la misma altura de las naves laterales y el superior está perforado con cuatro vanos abiertos arqueados de medio punto en cada uno de sus frentes y enmarcados con pilastras, se asienta sobre una base perimetral cuadrangular rematada con una cornisa y un chapitel bulboso octogonal apuntado. Cada vano está adornado en su parte superior con un reloj analógico de numeración arábiga; además el vano frontal cuenta con una campana grande y  el vano del costado sur con dos campanas pequeñas.

## Galería

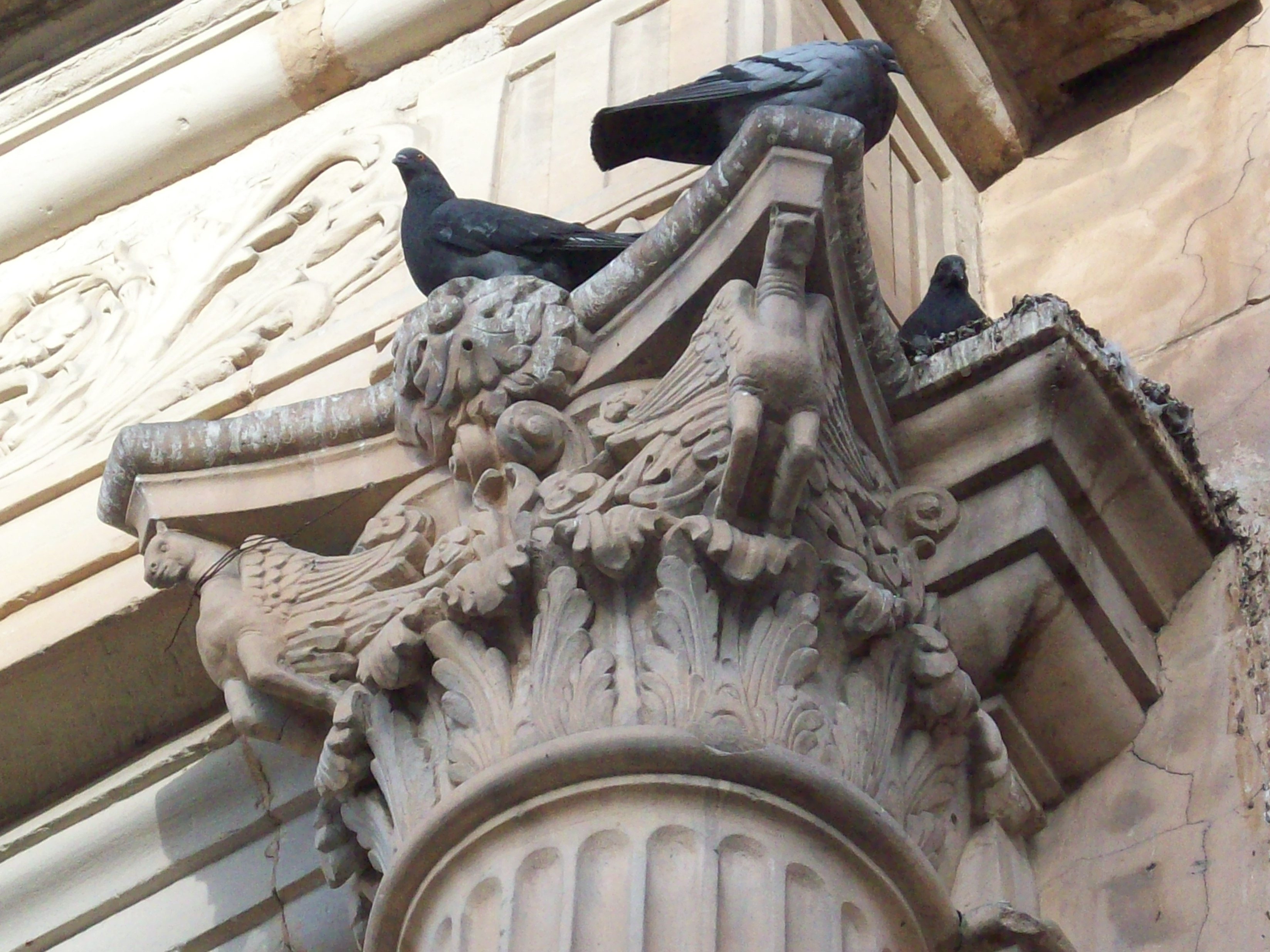
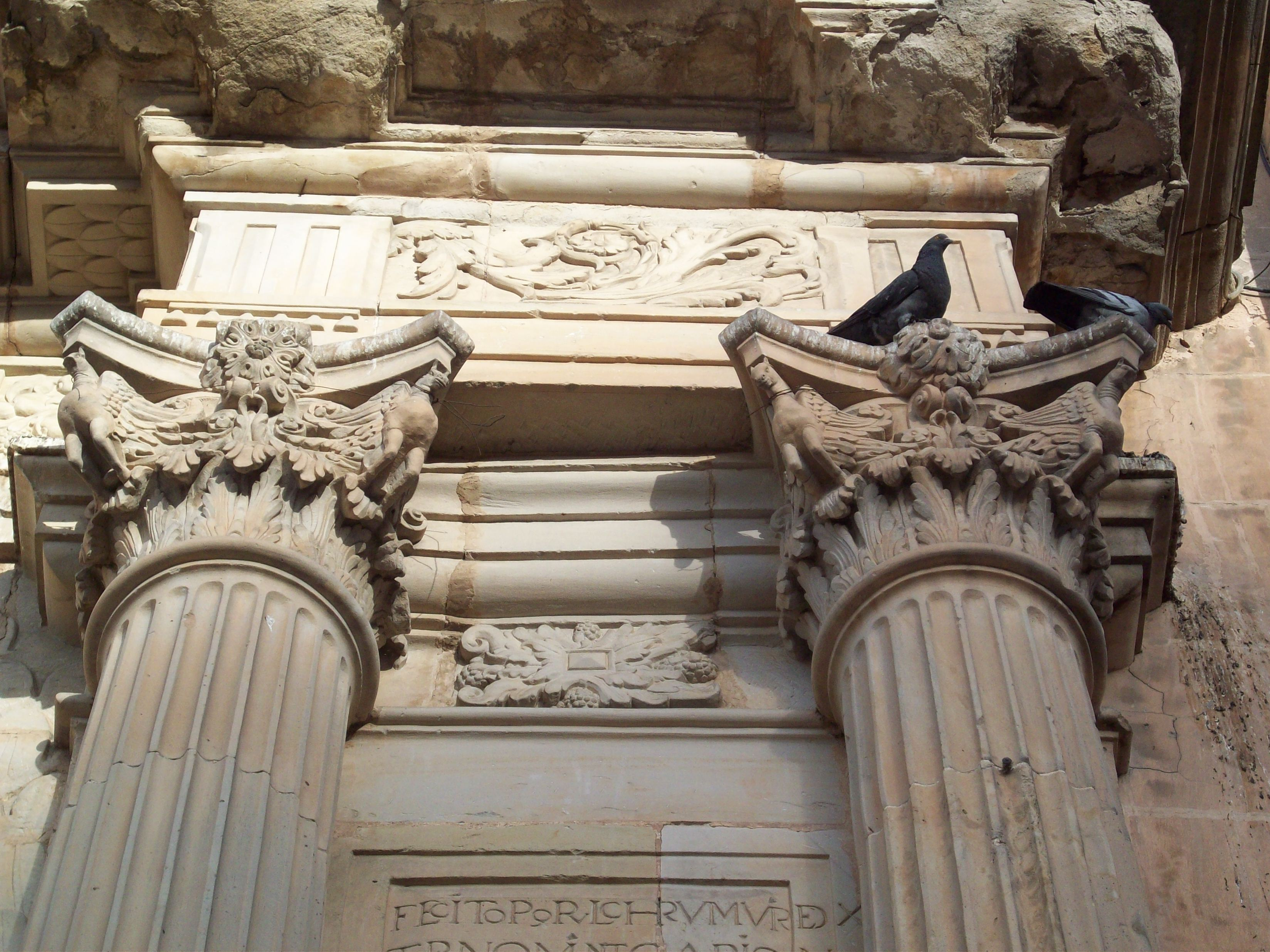
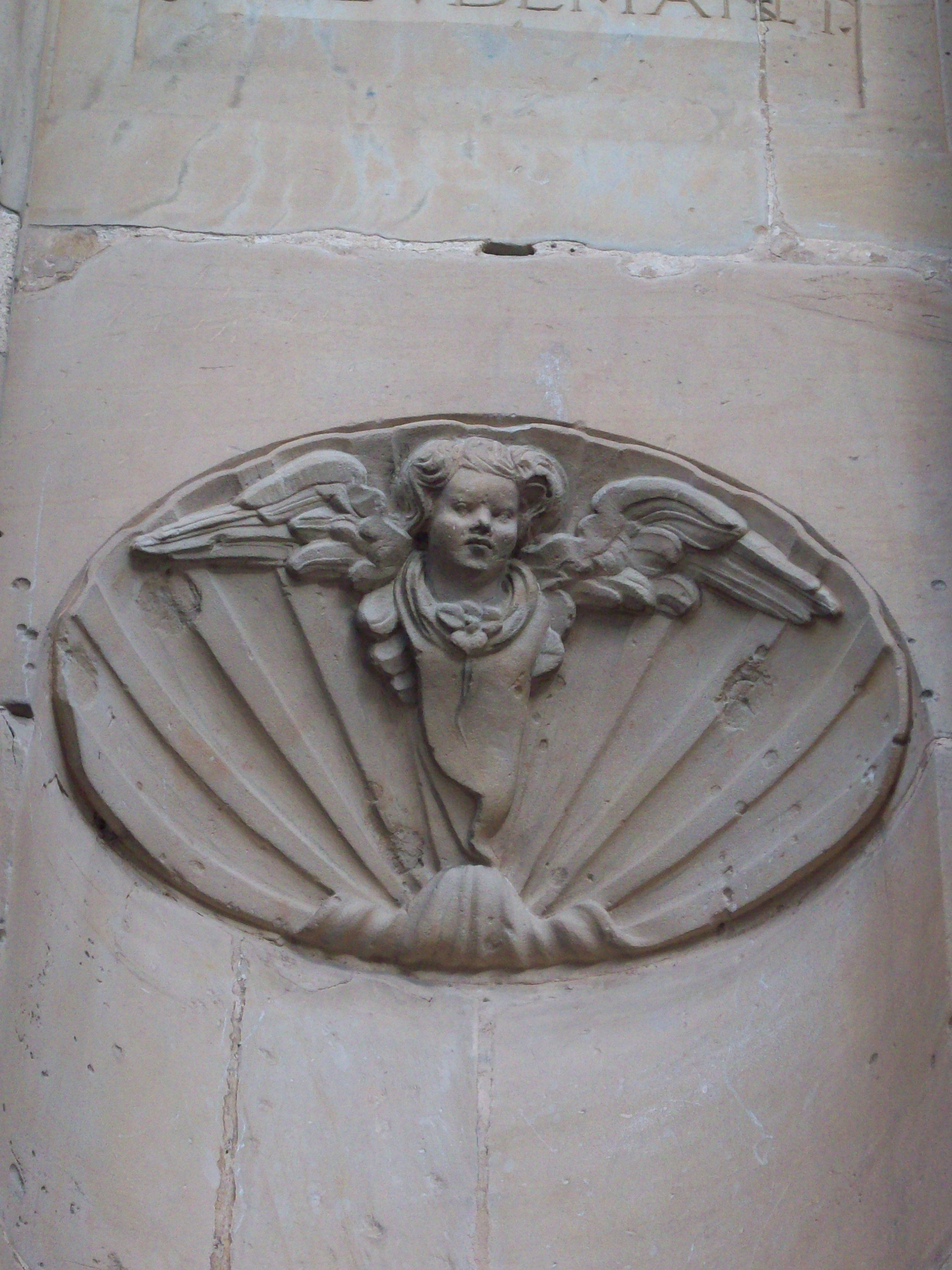
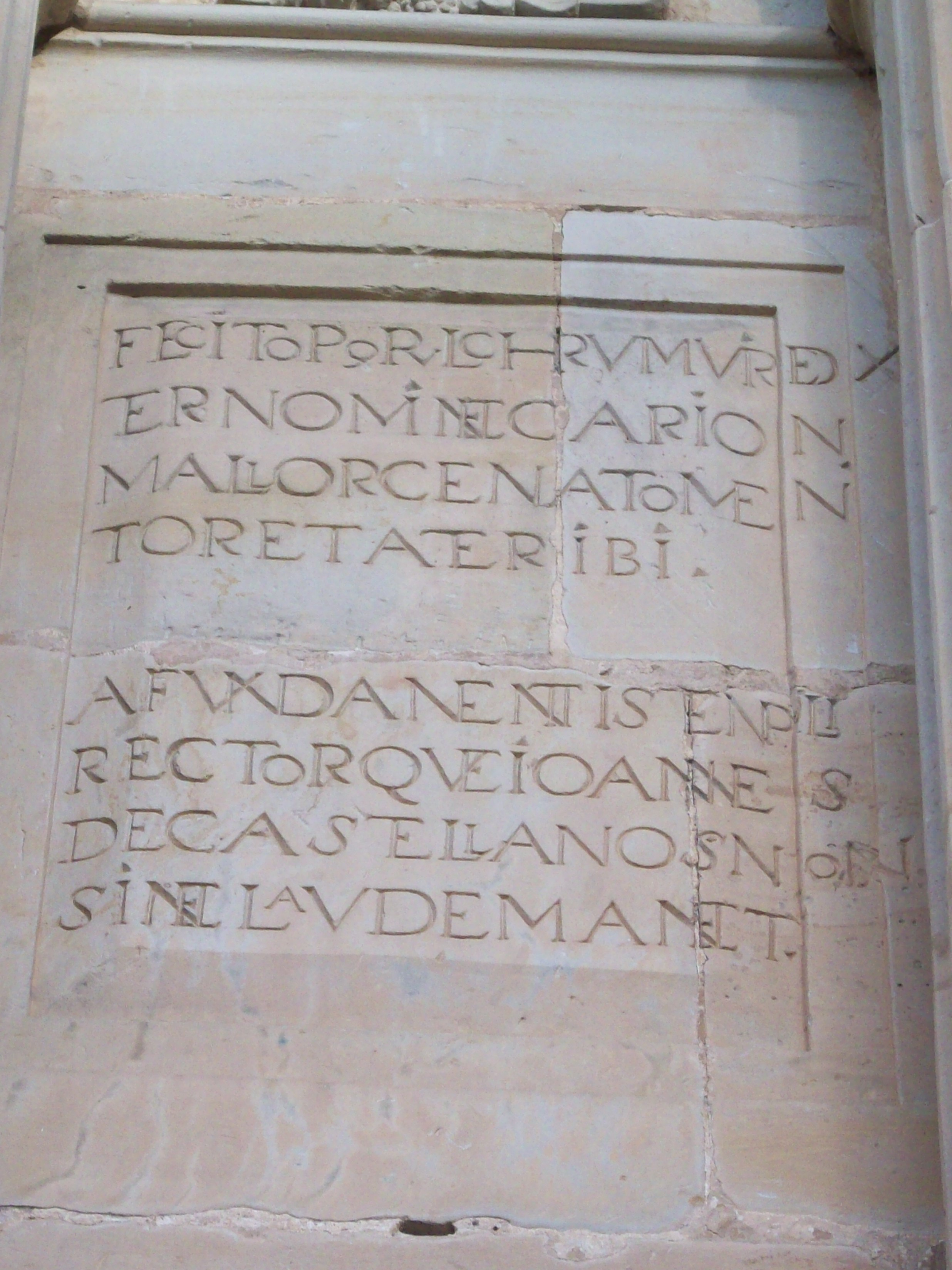
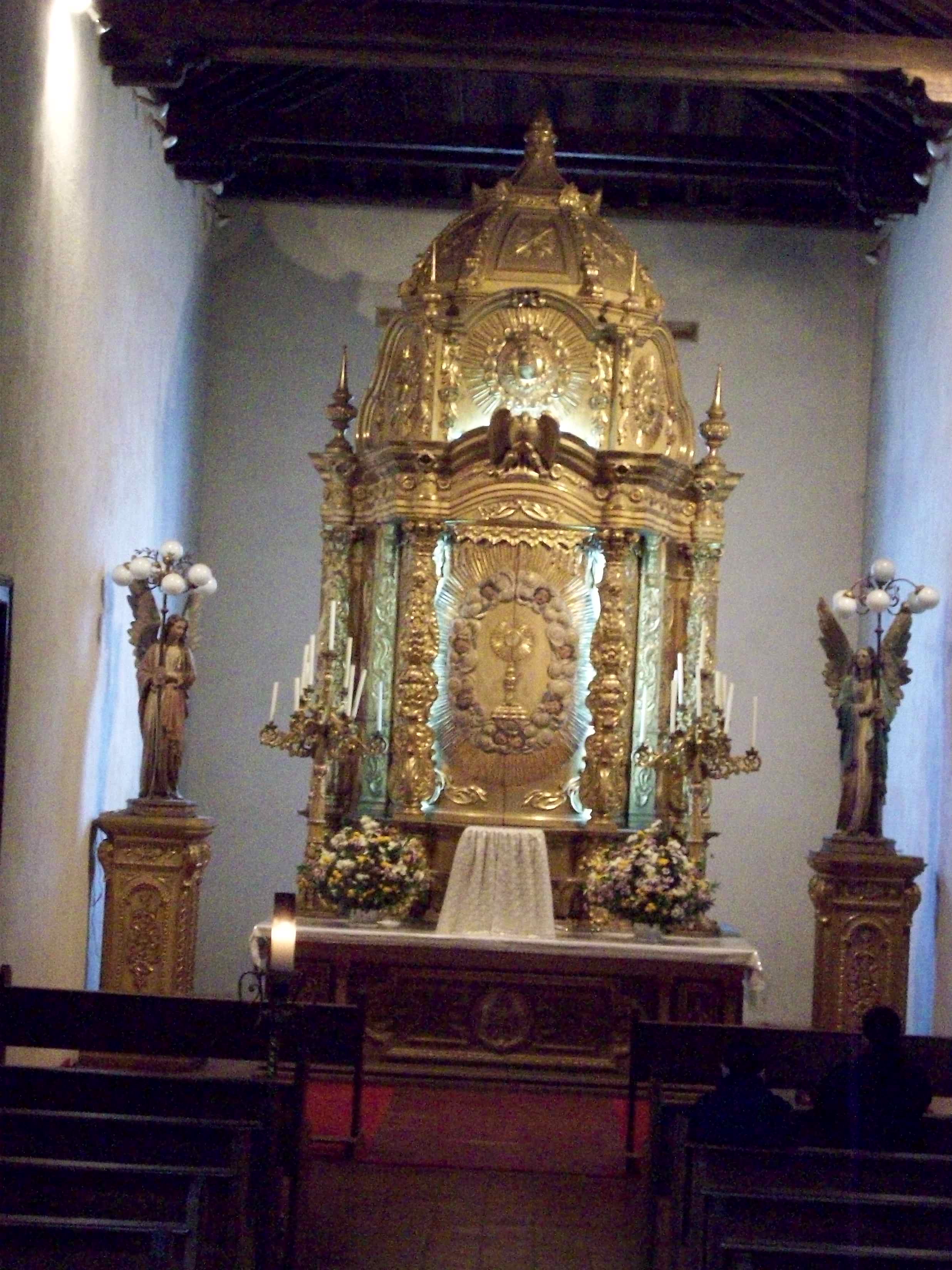
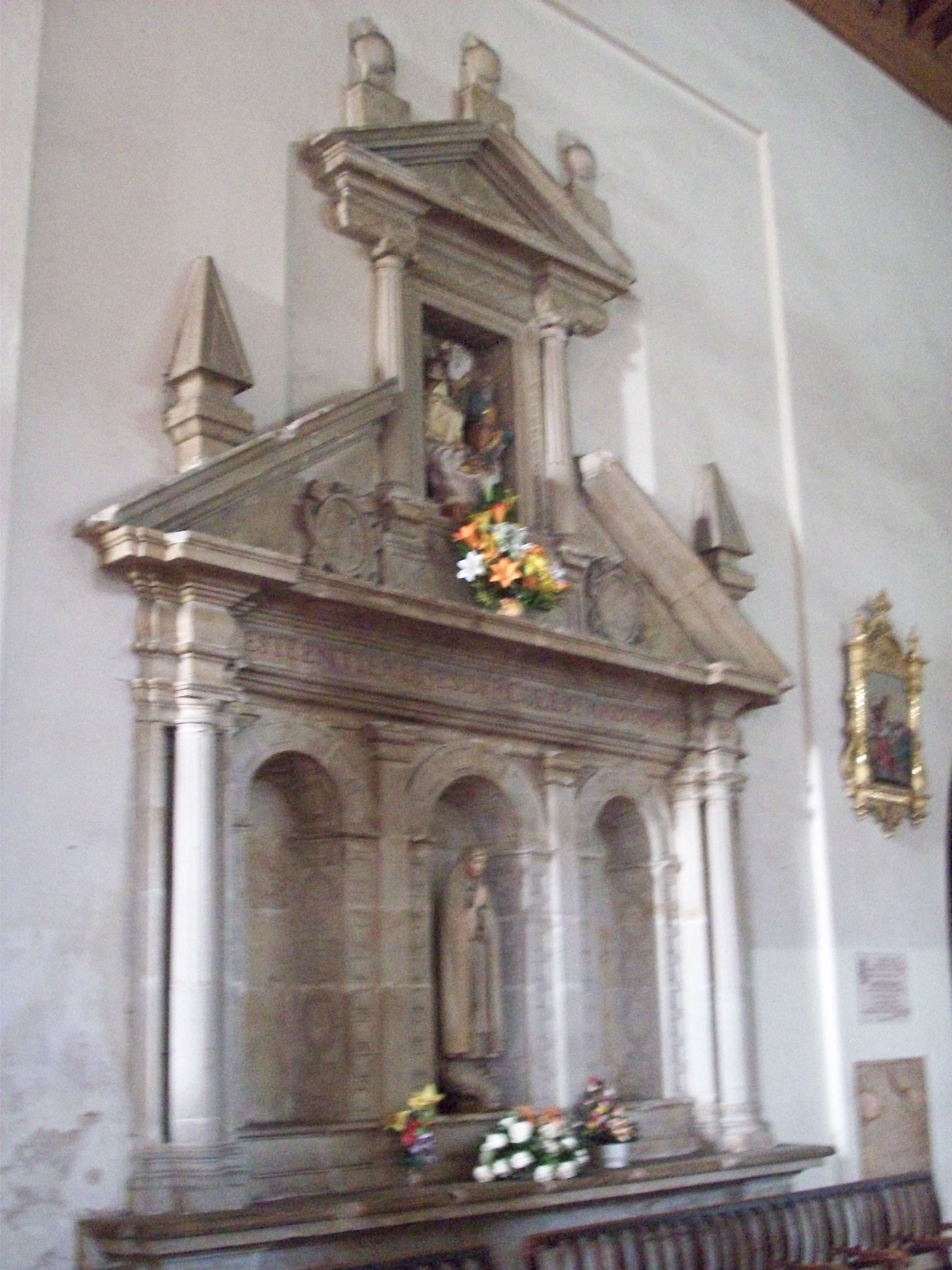
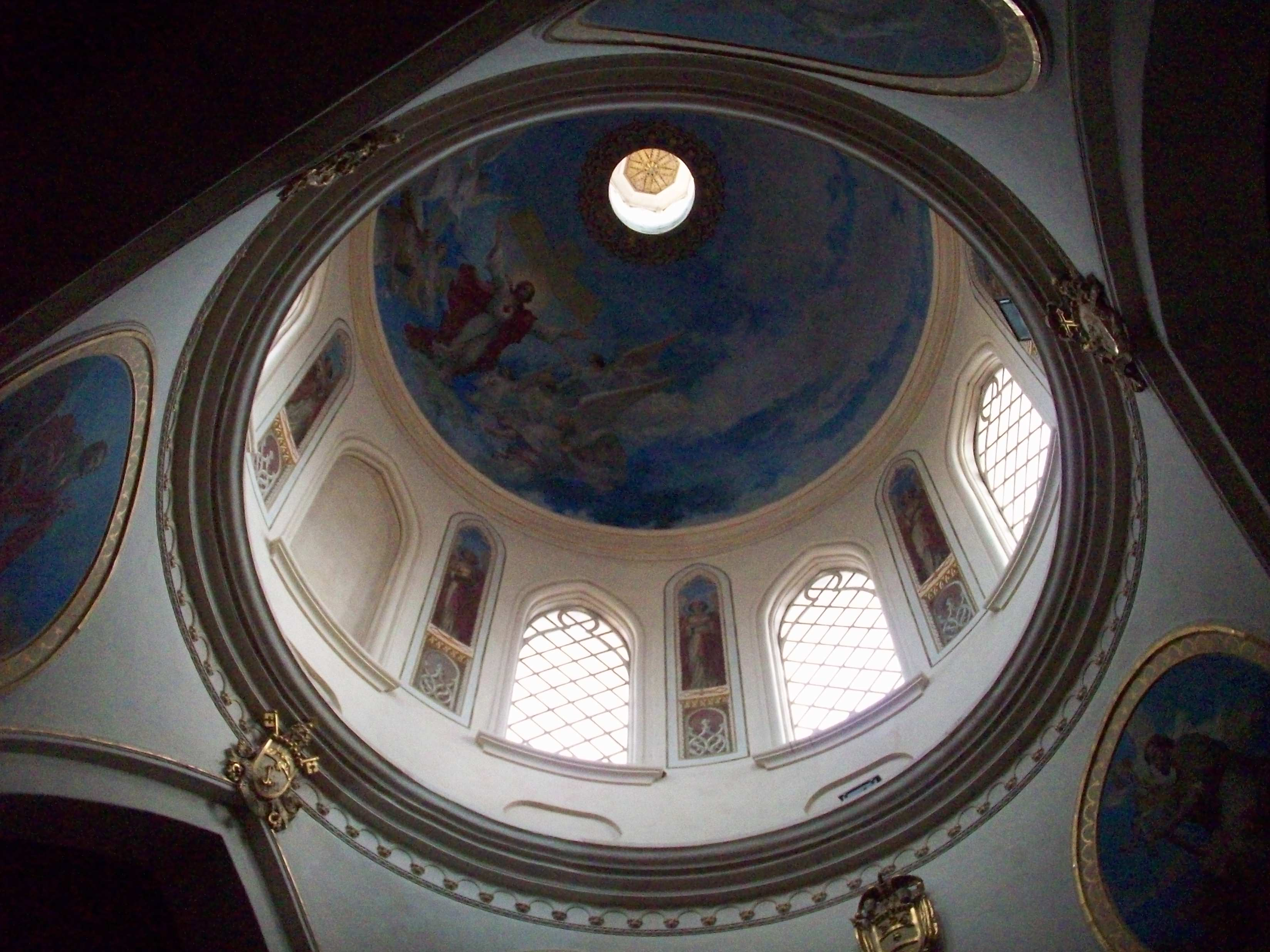
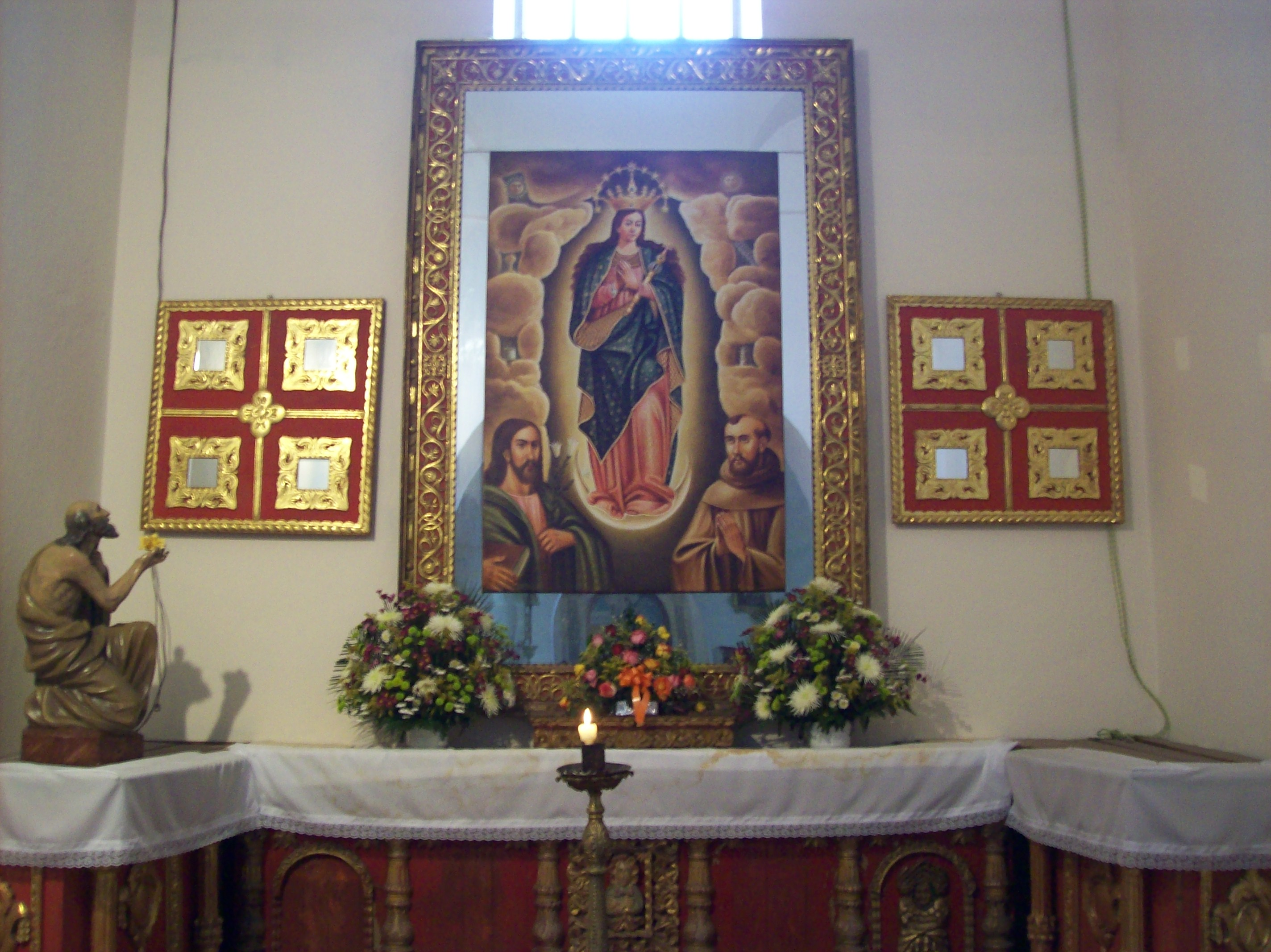
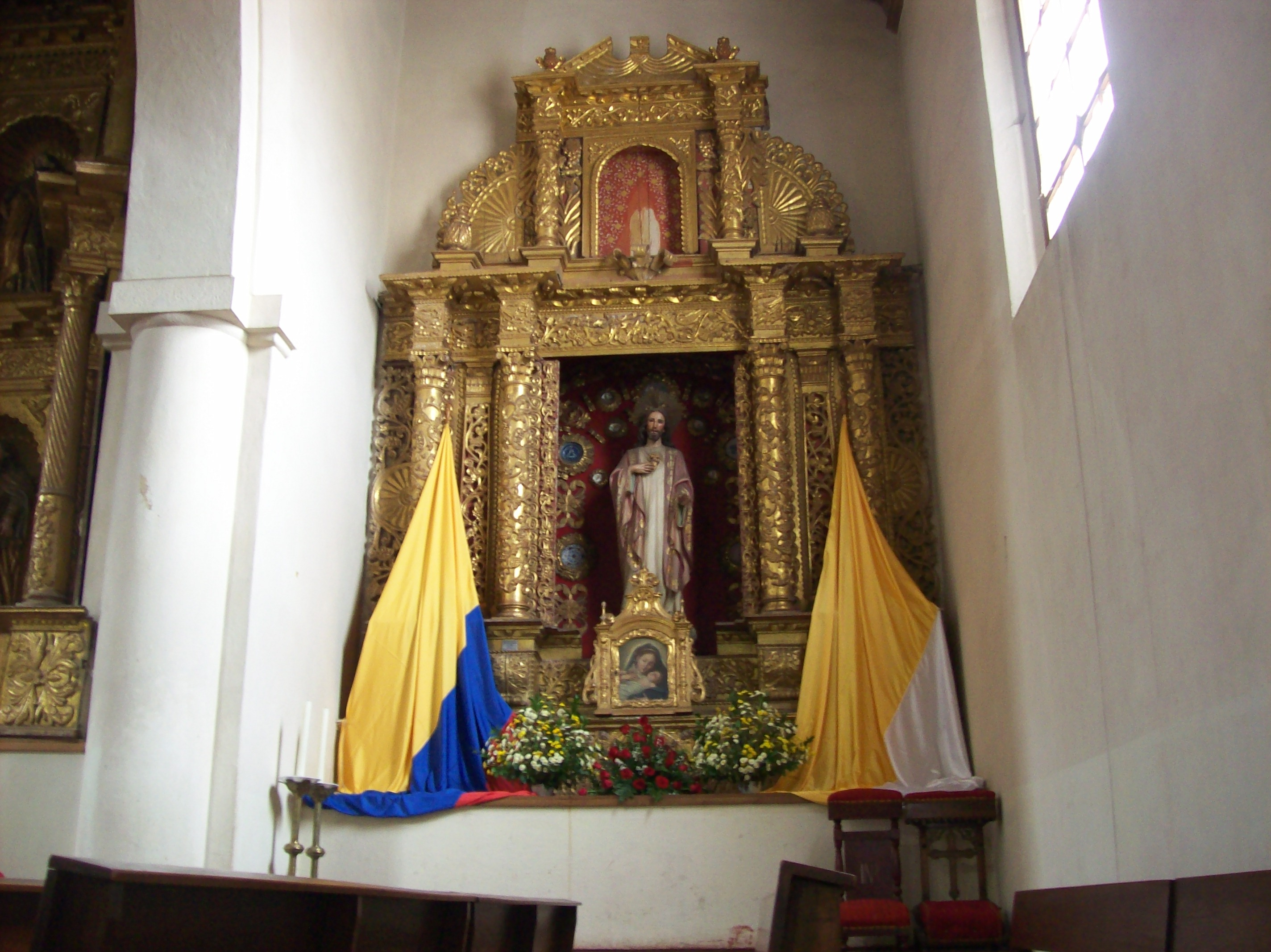
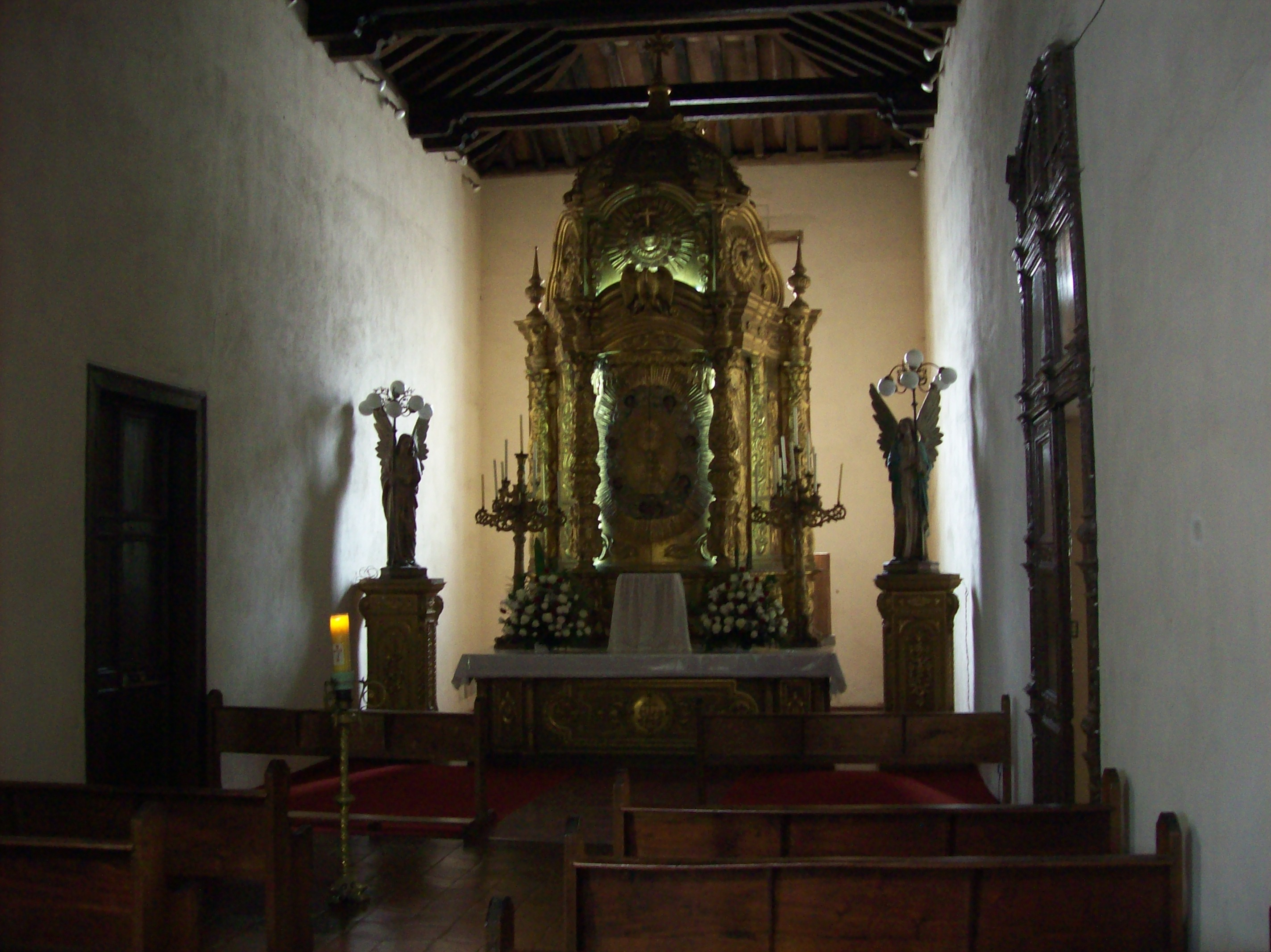
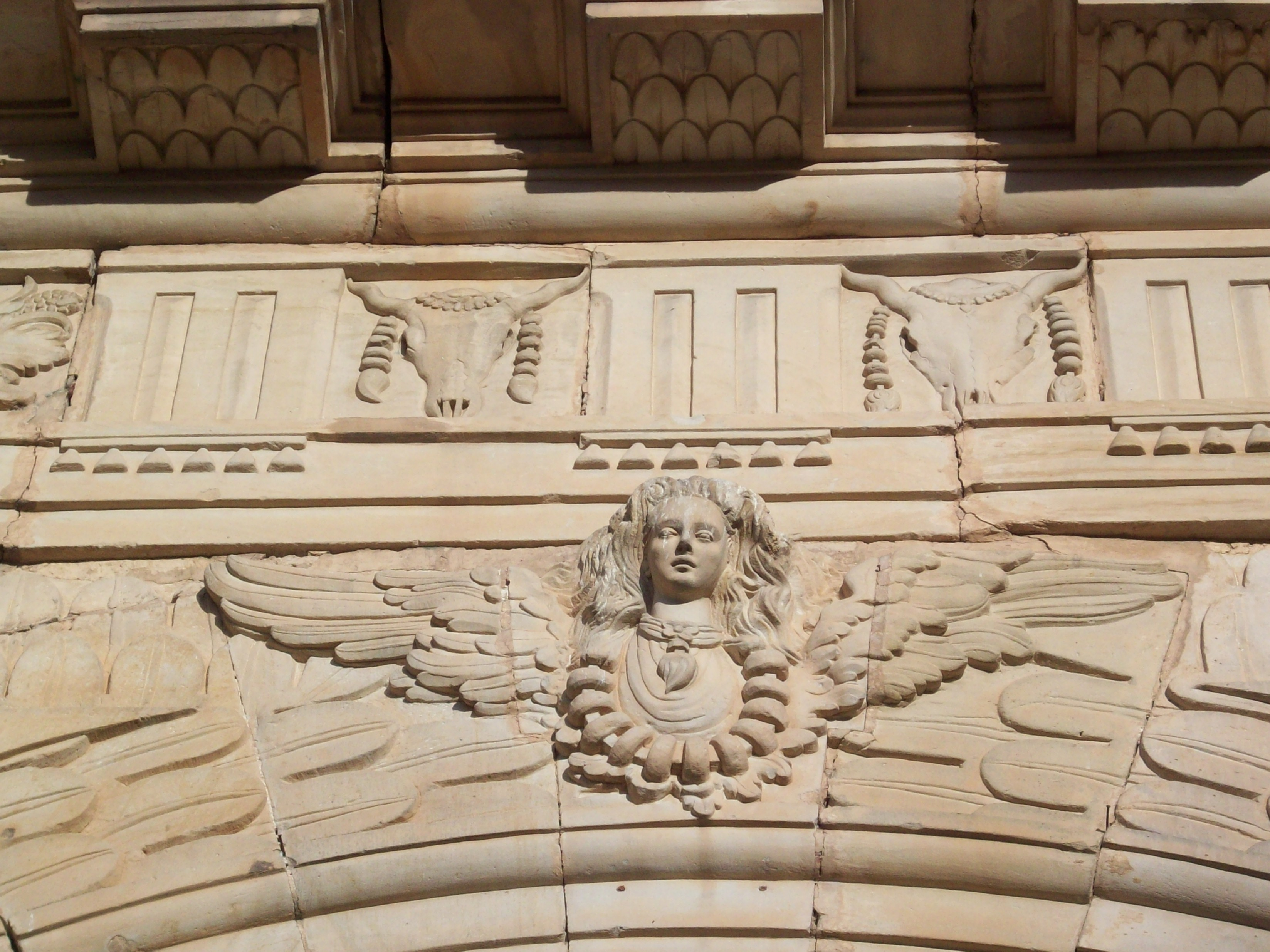
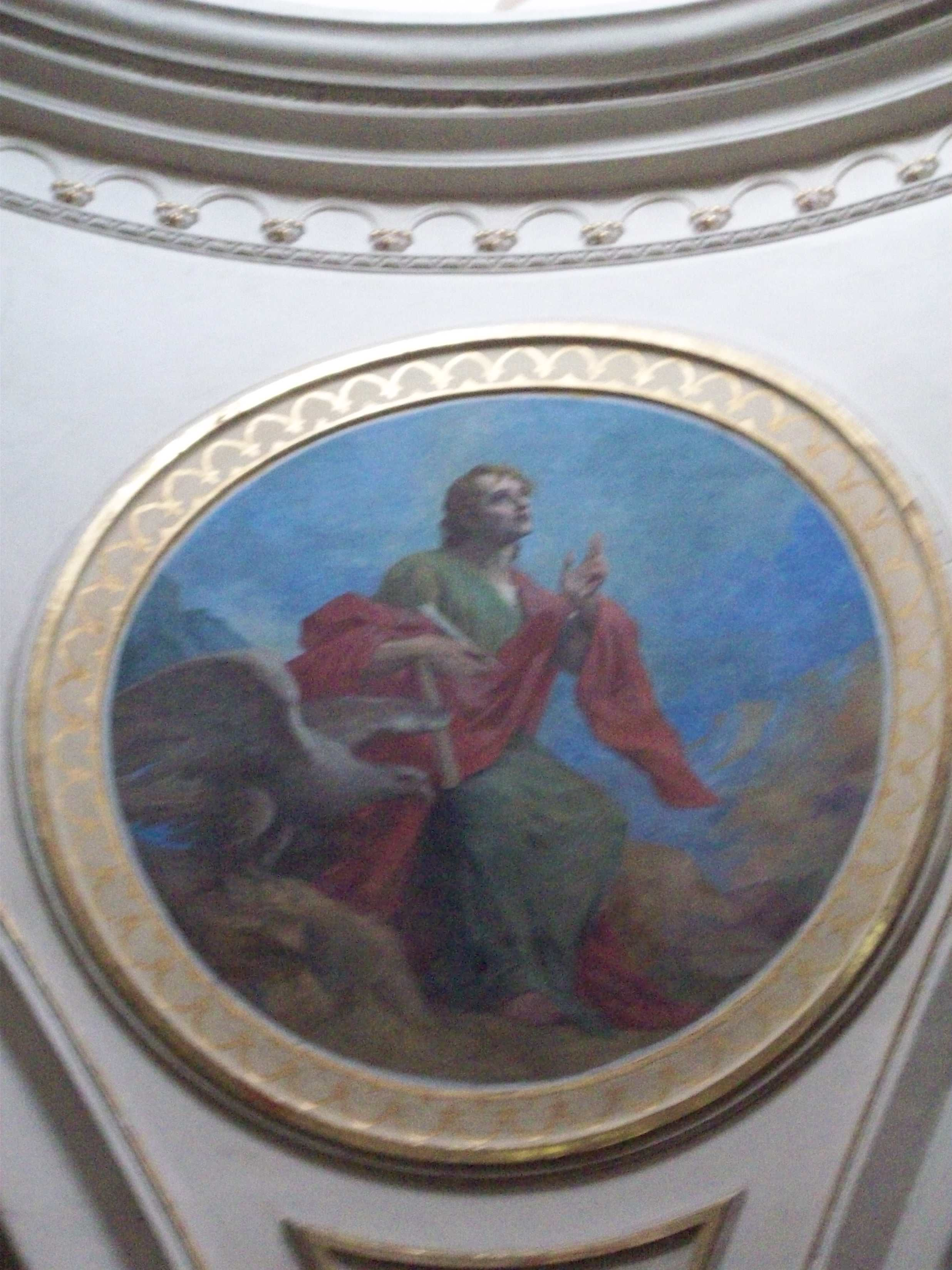